# Tihon Konstantinov
Tihon Konstantinov (în rusă Тихон Антонович Константинов; n. 13/25 august 1898, Horoșe, Ținutul Slavianoserbsk, Gubernia Ekaterinoslav, Imperiul Rus – d. 20 ianuarie 1957, Chișinău, RSS Moldovenească, URSS) a fost un om politic sovietic moldovean, care a îndeplinit funcția de președinte al Sovietului Comisarilor Poporului al RSSA Moldovenești (1940-1945).

## Biografie
Tihon Konstantinov s-a născut la data de 1/13 august 1898 în satul Horoșem din regiunea Ekaterinoslav (Rusia). În anul 1924 a devenit membru al Partidului Comunist din Uniunea Sovietică (PCUS).
În perioada 18 iunie 1938 - 25 ianuarie 1949 a fost membru supleant al Comitetului Central al Partidului Comunist din RSS Ucraina. În iulie 1938 este numit în funcția de președinte al Comitetului Executiv Central al RSSA Moldovenești, cu sediul la Tiraspol, deținând această funcție până la 28 iunie 1940.
După anexarea Basarabiei de către URSS, în perioada 2 august 1940 - 17 aprilie 1945 a îndeplinit funcția de președinte al Sovietului Comisarilor Poporului al RSSA Moldovenești.
În august 1940, după anexarea Basarabiei de către URSS, conducerea RSS Moldovenești (secretarul Comitetului regional al PCUS, Piotr Borodin, președintele Sovietului Comisarilor Poporului Tihon Konstantinov și Președintele Prezidiului Sovietului Suprem, Fedor Brovko) a propus ca frontiera de sud a RSS Moldovenești să fie demarcată cu includerea în componența Moldovei a plaselor Reni, Bolgrad, Ismail, a județului Akerman, toate cu o populație majoritară moldovenească. Din păcate, Stalin nu a ținut cont de argumentația lor.
La data de 18 martie 1941, în urma unei decizii a Sovietului Comisarilor Poporului al R.S.S.M., semnate de Konstantinov, a fost confiscată tâmplăria, cu tot utilajul, ce aparținea Mănăstirii Căpriana. De asemenea, grădina fostei Case Duhovnicești din Chișinău a fost transmisă tinerilor naturaliști de la Palatul Pionierilor.
În martie 1944, după reocuparea Basarabiei de către Armata roșie, Comitetul comisarilor poporului al R.S.S.M. condus de către Tihon Konstantinov a revenit în Basarabia și s-a stabilit temporar la Soroca, cu scopul de a administra pământurile românești recucerite de URSS.
Tihon Konstantinov a încetat din viață în anul 1957.